# Tadish Prat
Tadish Prat Román (n. 23 de junio de 1989), ingeniera agrónoma y ex seleccionada chilena de hockey patines, sobrina tataranieta de Arturo Prat. Destacó por su participación con la selección chilena de hockey, donde ha obtenido importantes logros, entre ellos el máximo galardón de la disciplina: la Copa Mundial de Hockey Patines de 2006, así como la Copa América de 2007.

## Palmarés

### Palmarés internacional
| Título                                 | Club               | País  | Año  |
| -------------------------------------- | ------------------ | ----- | ---- |
| Mundial de Hockey Patines              | Selección de Chile | Chile | 2006 |
| Copa América de Hockey Patines         | Selección de Chile | Chile | 2007 |
| Bronce en el Mundial de Hockey Patines | Selección de Chile | Chile | 2014 |